# Katalla
Katalla  est une localité d'Alaska aux États-Unis dans la Région de recensement de Valdez-Cordova, actuellement abandonnée. 

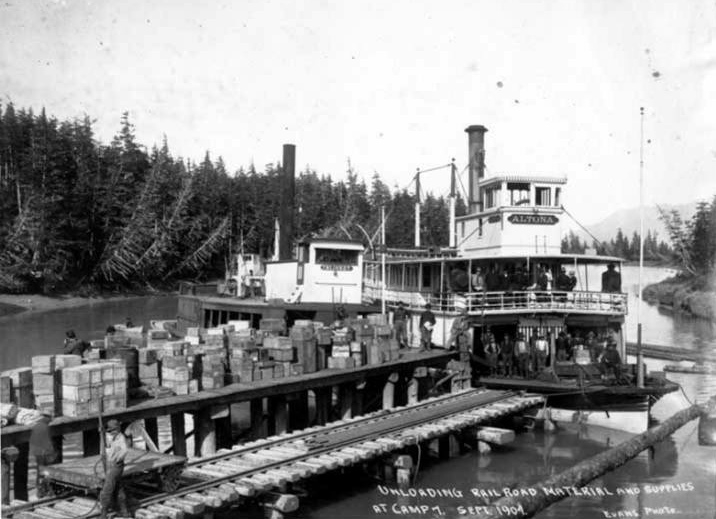
Trafic fluvial à Katalla en 1907

Elle est située à 76 kilomètres au sud-est de Cordova, dans la Forêt nationale de Chugach, près de la baie Controller et de la rivière Bering.
Katalla est au centre du Champ pétrolifère Katalla, actuellement abandonné. C'était là le premier endroit où furent découvertes de grandes quantités de pétrole en Alaska, en 1902. La ville avait une population de 5 000 personnes en 1907-1908, d'autant plus qu'il était question d'en faire le point de liaison, par la Copper River and Northwestern Railway, entre l'océan pacifique et la rivière Bering. Mais de violents orages à la fin de l'année 1907 détruisirent les premières installations, et le terminus du train fut déplacé à Cordova. Par ailleurs, un navire transportant de l'or, le SS Portland, sombra à Katalla en 1910, pendant un de ces violents orages d'automne. La population dépendait uniquement de la petite production des champs pétrolifères locaux, jusqu'à ce que le 25 décembre 1933, un incendie détruise la raffinerie. La Poste ferma en 1943 et la ville fut abandonnée.
Une compagnie coréenne découvrit du charbon dans la zone de Katalla autour de 1980, mais son exploitation n'était pas économiquement rentable, et le transport routier hasardeux, compte tenu de la nature du sol sujet aux glissements de terrain dus aux glaciations et aux débordements du lac Bering.